# Tiburon (Haiti)
Tiburon (Haitianisch-Kreolisch Tibiwon) ist eine Gemeinde im Westen des Département Sud von Haiti.

## Geschichte

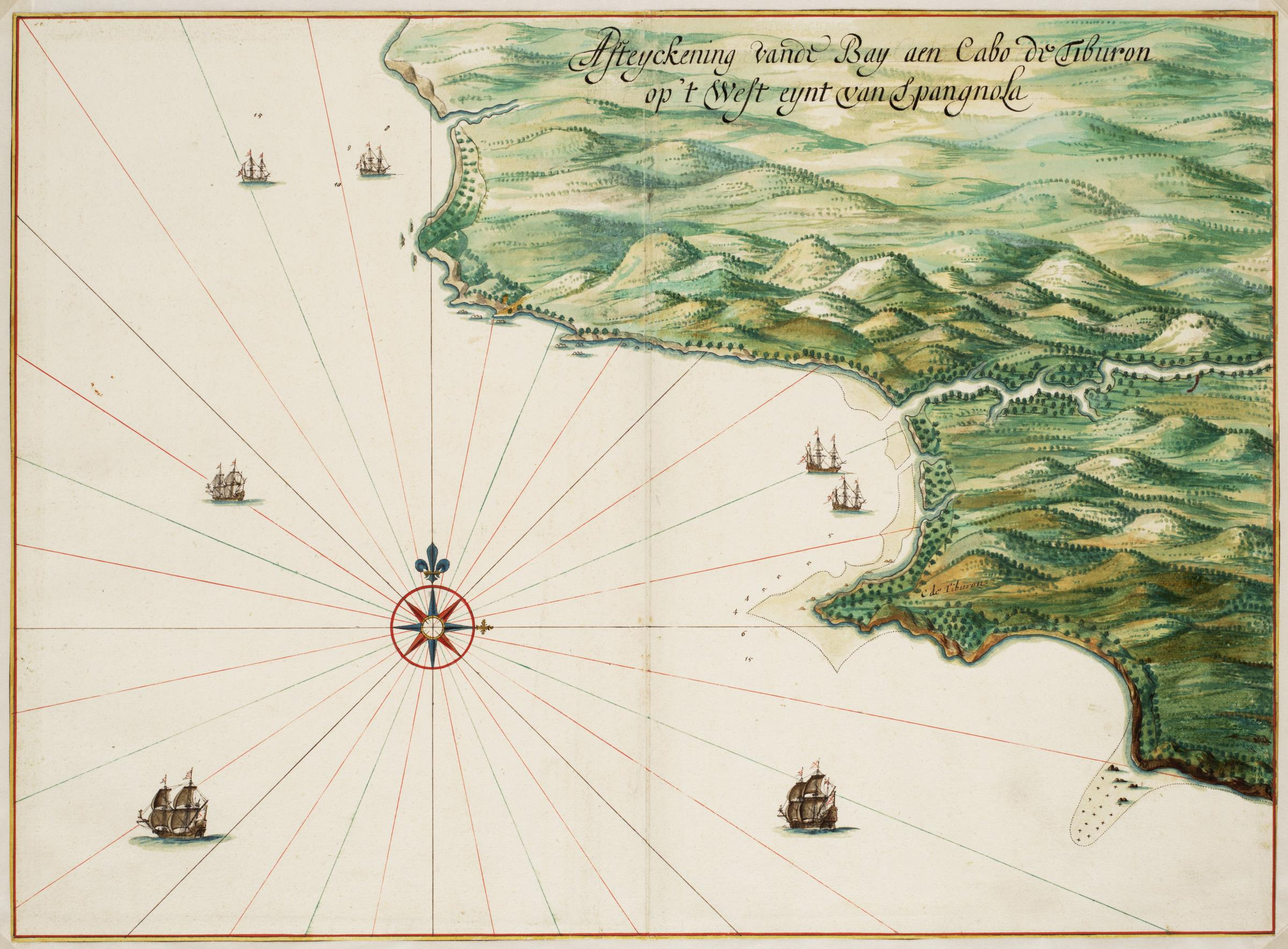
Historische Karte der Küste bei Tiburon

Der Name Tiburon stammt von dem Wort Buron, womit die indigenen Taino die Haie bezeichneten, die im Meer häufig anzutreffen waren. Ti steht in der Kreolsprache für „klein“. Die südwestliche Halbinsel der Insel Hispaniola trägt ebenfalls den Namen Tiburon.
Wegen der günstigen nautischen Verhältnisse, die in der Bucht vor Tiburon gegeben sind, wurde diese bevorzugt als geschätzter Ankerplatz von Flottenverbänden und auch Kauffahrteischiffen genutzt.
Der Ort wird im Jahr 1737 erstmals erwähnt. Bereits im Jahr 1768 erhielt er den Status einer eigenständigen Gemeinde.
Im 1791 beginnenden Aufstand der Sklaven erwiesen sich diese in Tiburon als so stark, dass die dort lebenden weißen Siedler nicht daran dachten, der Revolte Widerstand entgegenzusetzen.
Im Jahr 1793 unternahmen britische Streitkräfte, aus der Kolonie Jamaika kommend, den Versuch, bei Tiburon zu landen. André Rigaud wehrte mit seinen Truppen diesen Angriff ab und kämpfte bis 1798 immer wieder erfolgreich gegen britische Invasionsversuche. Nachdem Rigaud im Jahr 1800 in einen Konflikt mit Toussaint Louverture geraten war, musste er eine Niederlage hinnehmen, die ihn dazu brachte, von Tiburon aus ins Exil zu gehen.
Im Januar 1803 war Tiburon im Süden Ausgangspunkt des schließlich erfolgreichen Aufstands gegen die französische Kolonialherrschaft.
Das Jahr 1869 machte Tiburon zum Schauplatz schwerer Gefechte während des Aufstands der Guerilla der Cacos.
Im September des Jahres 2016 wurde Tiburon von Hurrikan Matthew schwer getroffen.
Während der Krise in Haiti seit 2018 hatte die kriminelle Bande „Ti-Rach“ die öffentliche Ordnung in Tiburon zeitweise außer Kraft gesetzt.

## Lage und Beschreibung
Tiburon liegt an der Küste des Karibischen Meers. Es handelt sich um die westlichste Gemeinde des Département Sud. Sie grenzt an das Département Grand’Anse. Landseitig erstreckt sich vom Kap Tiburon aus der Gebirgszug Massif de la Hotte mit einigen der höchsten Berge der Insel Hispaniola nach Osten.
Neben dem Ortszentrum Ville des Anglais und dem Viertel Quartier de Cahouane bestehen vier ländliche Gemeindebezirke:
1. Blacote mit Carrefour Gros-Chaudière, Carrefour Maillette, Casnave, Conete, Duclosette, Haut-Fort, Jean-Jacques, Jean-Sac, Passage-Président, Tapion, Ti Plaine, Trou-Mangnain und Vainqueur,
2. Nan Sèvre mit Anglade, Benjamin, Beraud, Jocelyn, Madrier, Mazi, Saint-Cyr und Sara,
3. Loby mit Bertrand, Cassa, Chavêne, Deslandes, Georges, Marcelin, Monto, Nan Grand-Mas, Nan Sable, Nansinte, Perien, Sentier und Taverne sowie
4. Dalmette mit Beraud, Berault, Bon Pas, Chamblain, Fradin, Grande-Pointe, La Cahouane, Lafito, Ledge, Nan Roche, Promu und Sainte-Marie.

Die Küstenstraße Route Départementale RD-25 führt durch die Gemeinde. In rund 102 Kilometern Entfernung ist im Osten Les Cayes zu erreichen, wo die RN-2 verläuft. 